# Johann Jeremias Gründler
Johann Jeremias Gründler (* Januar 1681 in Nordhausen; † 23. Juli 1753 in Rothenburg an der Saale) war ein deutscher Münzmeister, Bergrat und Oberzehntner.

## Leben
Gründler, Sohn des aus Merseburg stammenden Wollwebemeisters, Ratsherrn und Syndikus seiner Gilde Jeremias Gründler, wurde am 12. Januar 1681 in St. Blasii in Nordhausen getauft. Unter der Regierung Augusts des Starken erfolgte die Ernennung von Johann Jeremias Gründler zum königlich-polnischen und kurfürstlich-sächsischen Zehntner des Thüringer Kreises. Gleichzeitig war er auch gräflich-stolbergischer Zehntner. Er lebte von 1705 bis 1749 in der Stadt Stolberg (Harz), die in der Grafschaft Stolberg lag, aber zu seinen Lebzeiten 1737/38 mit militärischer Gewalt an das Kurfürstentum Sachsen angegliedert wurde. Gründler, der ein kursächsischer und gleichzeitig gräflich-stolbergischer Beamter war, kam in dieser Phase eine Schlüsselrolle zu.
Als Münzmeister war er für Graf Christoph Friedrich zu Stolberg-Stolberg tätig und arbeitete als solcher vor allem mit dem Stempelschneider und Medailleur Christian Wermuth (1661–1739) in Gotha zusammen. Aus dieser Zeit haben sich zahlreiche ansprechend gestaltete Münzen und Medaillen erhalten, die heute teilweise im Museum Alte Münze in Stolberg ausgestellt werden. Sein Münzmeisterzeichen ist I. I. G. und Zainhaken.
Zuletzt wird Gründler als Bergrat und Oberzehntner bezeichnet. Er starb am 23. Juli 1753 in Rothenburg an der Saale und wurde in der dortigen Kirche am 25. Juli beigesetzt.

## Familie
Verheiratet war Johann Jeremias Gründler mit Veronica Wege aus Sangerhausen. Diese hatte nach dem Tod ihres begüterten Vaters Martin Wege 1729 gemeinsam mit ihren Geschwistern dessen umfangreichen Besitz geerbt. Durch Erbvergleich vom 9. Mai 1729 erhielt sie gemeinsam mit ihren Ehemann die sogenannten Stieglederischen Güter in Sangerhausen, die ihr Vater im Jahre 1699 erworben hatte. Dazu zählte auch der Nachfolgebau des repräsentativen früheren Wohnhauses von Caspar Tryller in der (Alten) Magdeburger Straße im Wasserviertel in Sangerhausen.
1748 überließ Johann Jeremias Gründler seine Hälfte am Grundbesitz in Sangerhausen seiner Ehefrau Veronica Gründler und als diese am 10. Mai 1762 in Sangerhausen starb, erbten ihre beiden Kinder Caspar Gründler und Ernestina Maria verehelichte Renner. Beide verkauften 1771 ihre Güter in Sangerhausen an Johann Gottfried Hornickel.